# Teenage Love Affair
Singles de Alicia Keys
Like You'll Never See Me Again
(2007) Superwoman
(2008)
Teenage Love Affair est le 3e single extrait du 3e album studio (As I Am) de l'artiste américaine Alicia Keys. Cette chanson a été écrite et composée par Alicia Keys, Jack Splash, Matthew Kahane, Harold Lilly, Josephine Bridges, Carl Hampton et Tom Nixon.
Bien qu’ayant connu un succès très limité par rapport aux deux premiers singles de As I Am, le morceau figurait à la 23e place dans la liste des 100 meilleures chansons de 2007 du magazine Américain Rolling Stone, et il a été nommé au BET J Virtual Awards, pour la chanson de l'année (2008).
Au reste, la chanson a été remixée à maintes reprises, et le plus populaire a été le remix fait par Swizz Beatz avec la collaboration de LL Cool J, et qui a utilisé un Echantillon de Teenage love (1988), une chanson de Slick Rick.

## Thème/Information sur la chanson
Teenage Love Affair s’inspire de (Girl) I Love You (1972), une chanson du groupe The Temprees et qui a été écrite par Josephine Bridges, Carl Hampton, et Tom Nixon.
Musicalement, la chanson a un côté Old School, légèrement mélangé avec le R&B & le Pop, d’où l’ancrage du morceau dans le neo soul.
Côté thème, comme le titre l’indique lui-même, la chanson raconte la (première) histoire d’amour d’une adolescente, pour qui, seul cet amour compte, rien d’autre n’a plus aucune importance.

## Clip Vidéo
Le clip vidéo a été réalisé par Chris Robinson, tourné en octobre 2007. qui a déjà travaillé avec Keys dans plusieurs de ses clips, notamment Fallin', You Don't Know My Name.
Le clip a été filmé à Drew University au New Jersey, et s’inspire du film School Daze de Spike Lee (1988). L’acteur Derek Luke (du film Antwone Fisher de Denzel Washington) y interprète le rôle du petit ami de Keys, et on peut aussi noter dans le clip, l’apparition du chanteur Anthony Hamilton, des acteurs Tristan Wilds (de la série 90210) et Giancarlo Esposito.
Par ailleurs, Alicia joue dans le clip le rôle d’une étudiante amoureuse d’un jeune étudiant engagé dans la lutte contre le sida par le biais de l’association Keep A Child Alive. Pour le séduire, Alicia l’invite au concours de chant de l’université dans lequel elle doit chanter.
Mais son bien-aimé n’est pas venu au concours, alors Alicia le rejoint à la soirée du pyjama party pour le narguer un peu. Partie où on note une pause dans le clip avec l’introduction de la chanson I Need You (10e titre de l’album As I Am). Lors de cette Pyjama Party, Alicia apparait habillée d’une petite nuisette, qu’elle découvre sous son manteau devant l’homme qui lui fait tourner la tête. Son petit "nargage" marche et la fin du clip est marquée par une conversation au téléphone suivie d’Alicia qui va rejoindre son petit-ami dans sa chambre étudiante.

## Liste des titres
promo CD single aux États-Unis
1. "Teenage Love Affair" (Album Version)
2. "Teenage Love Affair" (Instrumental)
3. "Teenage Love Affair" (Call Out Hook)

## Personnel

### Musiciens
- Alicia Keys – vocal

### Production
| - Alicia Keys – Producteur de musique, productrice vocale, arrangement - Jack Splash – producteur, Arrangement, programmation - Mincieli – Ingénieur du son | - Glenn Pittmann – assistant engineer - Manny Marroquin – Mixage audio - Jared Robbins – assistant Mixage audio |

## Charts
| Chart (2008)                               | Peak position |
| ------------------------------------------ | ------------- |
| Pays-Bas (top 40)                          | 20            |
| Nouvelle-Zélande                           | 21            |
| Slovaquie                                  | 95            |
| Royaume-Uni                                | 199           |
| États-Unis Billboard Hot 100               | 54            |
| États-Unis Billboard Hot R&B/Hip-Hop Songs | 3             |
| États-Unis Billboard Pop 100               | 99            |

### Classements en fin d'année
| Chart (2008)                               | Peak position |
| ------------------------------------------ | ------------- |
| États-Unis Billboard Hot R&B/Hip-Hop Songs | 20            |